# Kaluška oblast
Kaluška oblast (rusko Калу́жская о́бласть) je oblast v Rusiji v Osrednjem federalnem okrožju. Na severu meji s Smolensko oblastjo, na severovzhodu z Moskvo, na vzhodu z Moskovsko oblastjo, na jugu s Tulsko oblastjo, na jugozahodu z Orjolsko oblastjo in na zahodu z Brjansko oblastjo. Ustanovljena je bila 5. julija 1944.